# 알렉상드르 라크루아

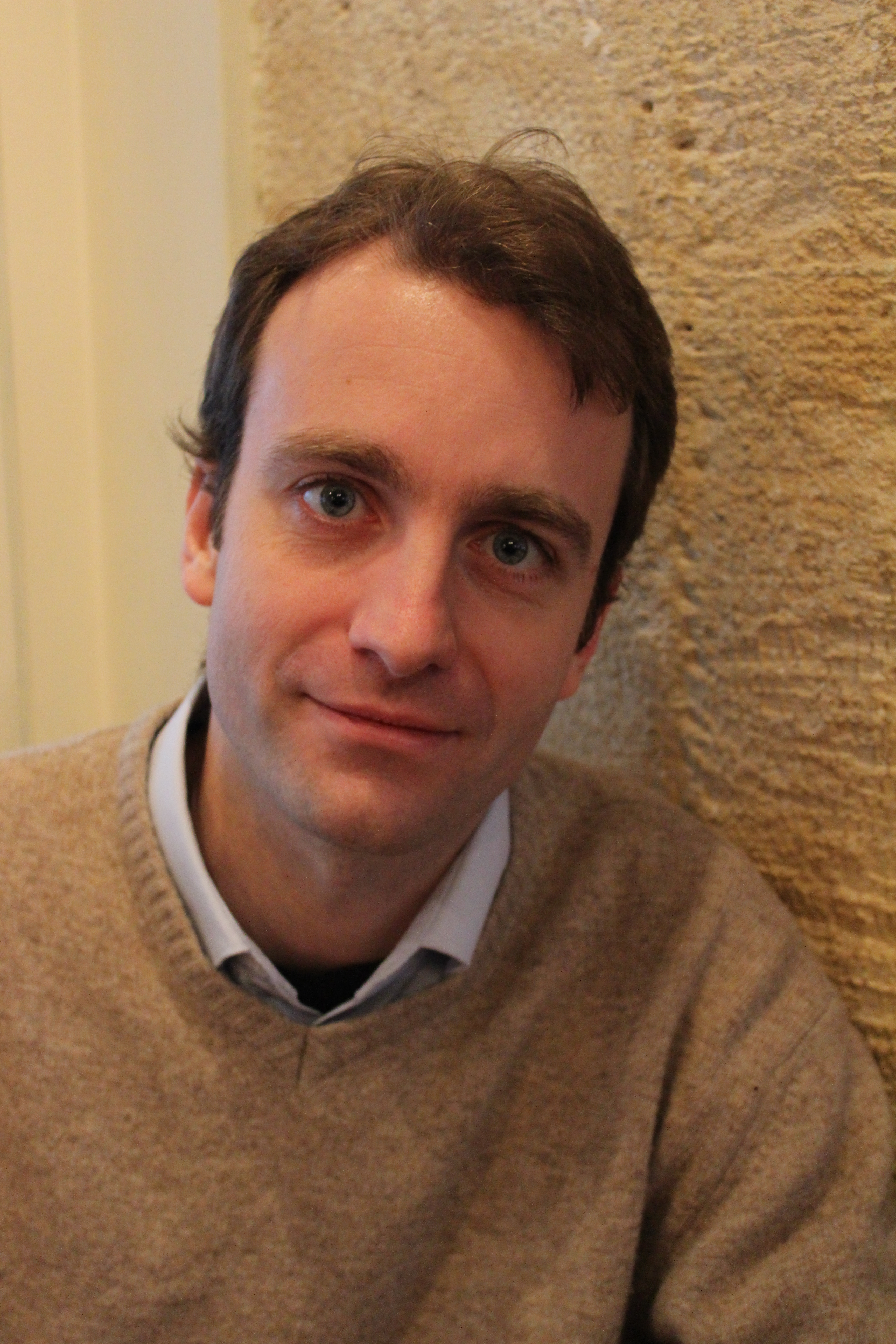

알렉상드르 라크루아(Alexandre Lacroix)는 1975년 9월 2일 프랑스에서 출생한 소설 작가이다. 파리 고등정치대학 석사과정 수료하고, 1998년 출판사 그라세(Grasset)에서 소설 《첫 의지》로 등단했다.  그 외 작품으로 《지구상에 존재한다는 것, 그리고 그로부터 얻는 것》, 《알코올과 예술가》, 《여성의 우월성에 관하여》 등이 있다. 2005년 필로소피 매거진 편집장을 역임했다.